# Jonah Parzen-Johnson

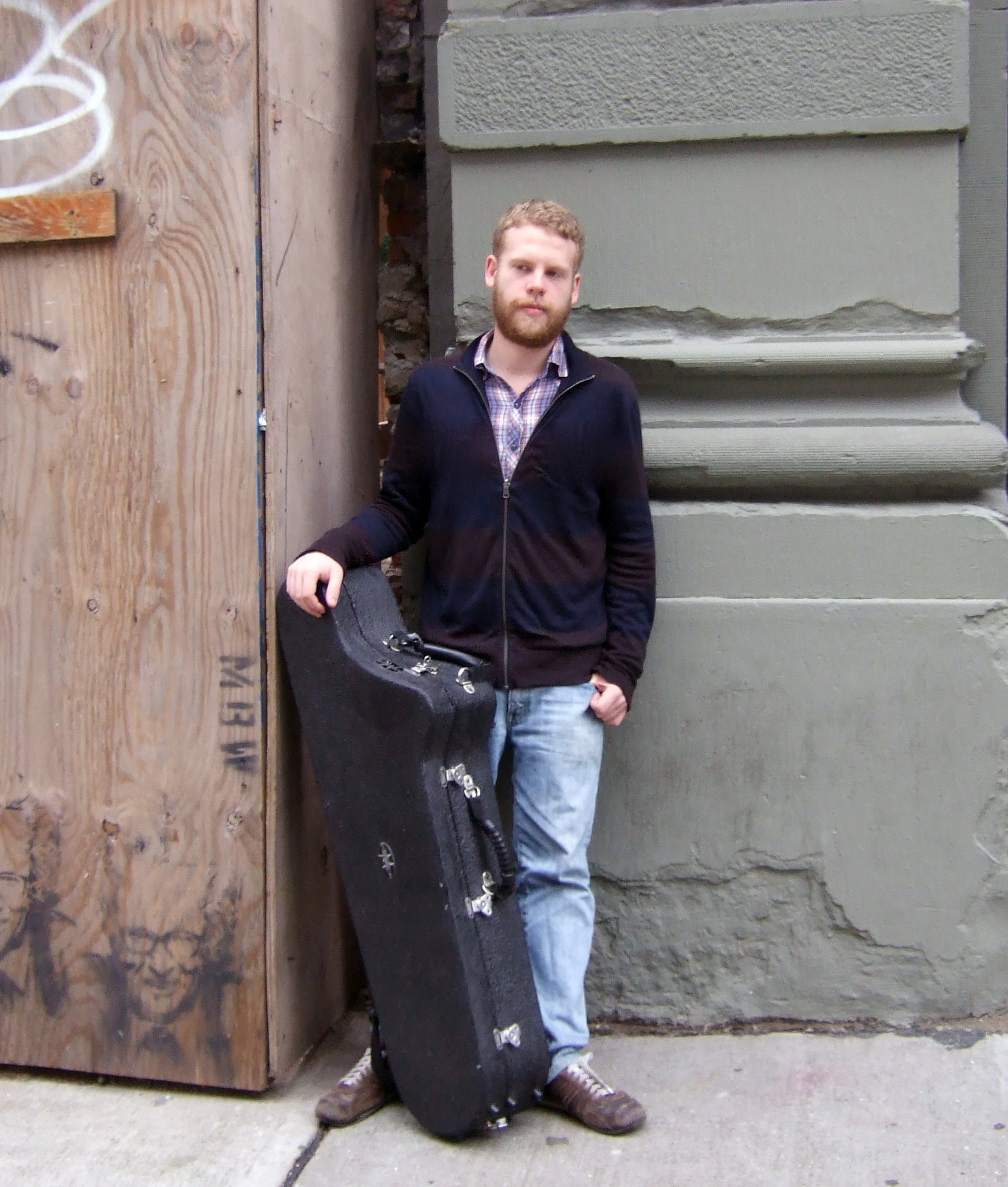
Jonah Parzen-Johnson in 2009

Jonah Parzen-Johnson (Chicago) is een Amerikaanse baritonsaxofonist, klarinettist en componist in de jazz.
Parzen-Johnson kreeg les van musici van de Association for the Advancement of Creative Musicians in Chicago, waaronder Mwata Bowden, en studeerde jazz aan New York University. Hij maakt deel uit van de Afrobeat-groep Zongo Junction, waarmee hij enkele albums maakte. Tevens is hij lid van het Steve Newcomb Orchestra. Parzen-Johnson speelt ook solo en in die muziek komt zijn belangstelling voor folk en avant-jazz tot uitdrukking. Als solist speelt hij simpele melodieën met gebruikmaking van technieken als circulaire ademhaling en multifone klank. In 2012 kwam zijn eerste eigen album uit.
Parzen-Johnson woont in Brooklyn.

## Discografie
als leider:
- Michiana, Primary Records, 2012

Zongo Junction:
- Thieves!, 2009
- The Van That Got Away, Primary Records, 2012